# Sergej Kobylaš
Sergej Ivanovič Kobylaš (rusky Сергей Иванович Кобылаш; 1. dubna 1965, Oděsa) je generálporučík a velitel Dálkového letectva ruských vzdušných sil.
Po několik let, včetně období od července 2019 do března 2023, byl Kobylaš velitelem Dálkového letectva ruských vzdušných sil. Účastnil se druhé čečenské války, rusko-gruzínské války, ruské intervence v syrské občanské válce a ruské invaze na Ukrajinu.
Dne 5. března 2024 vydal Mezinárodní trestní soud v průběhu svého vyšetřování konfliktu na Ukrajině zatykač na Kobylaše a admirála Viktora Sokolova s odvoláním na důvodné podezření na válečné zločiny a zločiny proti lidskosti spočívající v nasměrování útoků na civilní objekty, které způsobily nadměrné vedlejší škody civilistům nebo poškození civilních objektů a nelidské jednání během ruských útoků proti ukrajinské infrastruktuře a elektrické síti, na základě Římského statutu.